# Implantes de pene en lesiones de la médula espinal
Una lesión de la médula espinal se define como el daño de la médula espinal que conduce a la pérdida parcial o completa de la función motora, sensorial o autónoma. La causa más común es un trauma físico, como el que se produce durante accidentes automovilísticos o deportes. Otras causas incluyen afecciones vasculares, tumores, infecciones y trastornos del desarrollo (como espina bífida).
La disfunción eréctil y los problemas urinarios son las dos indicaciones principales por las que un paciente con LME debe recurrir a un implante de pene.

## Indicaciones

### Disfunción eréctil
La erección del pene depende de estímulos tanto psicógenos como mecánicos. Sin embargo, para que el cuerpo reaccione adecuadamente a estos estímulos, es esencial un sistema nervioso intacto. Por lo tanto, la disfunción eréctil es un hallazgo común entre los hombres con LME. La mayoría de los hombres con LME se encuentran en sus mejores años reproductivos, por lo que es poco probable que su libido se vea afectada y es menos probable que la disfunción eréctil sea causada por factores distintos a la LME en sí. Dependiendo del nivel y la extensión de la LME, los hombres pueden retener parte o la mayor parte de su capacidad eréctil, sin embargo, en muchos casos, esto no es suficiente para tener relaciones sexuales adecuadas.
El tratamiento generalmente comienza con medicamentos orales como los inhibidores de PDE-5. Si estos fallan o están contraindicados por otra razón, las inyecciones intracavernosas o las bombas de vacío peneanas a menudo se consideran como opciones alternativas. El último recurso para tratar la disfunción eréctil en pacientes con LME es la implantación de una prótesis de pene.

### Problemas urinarios

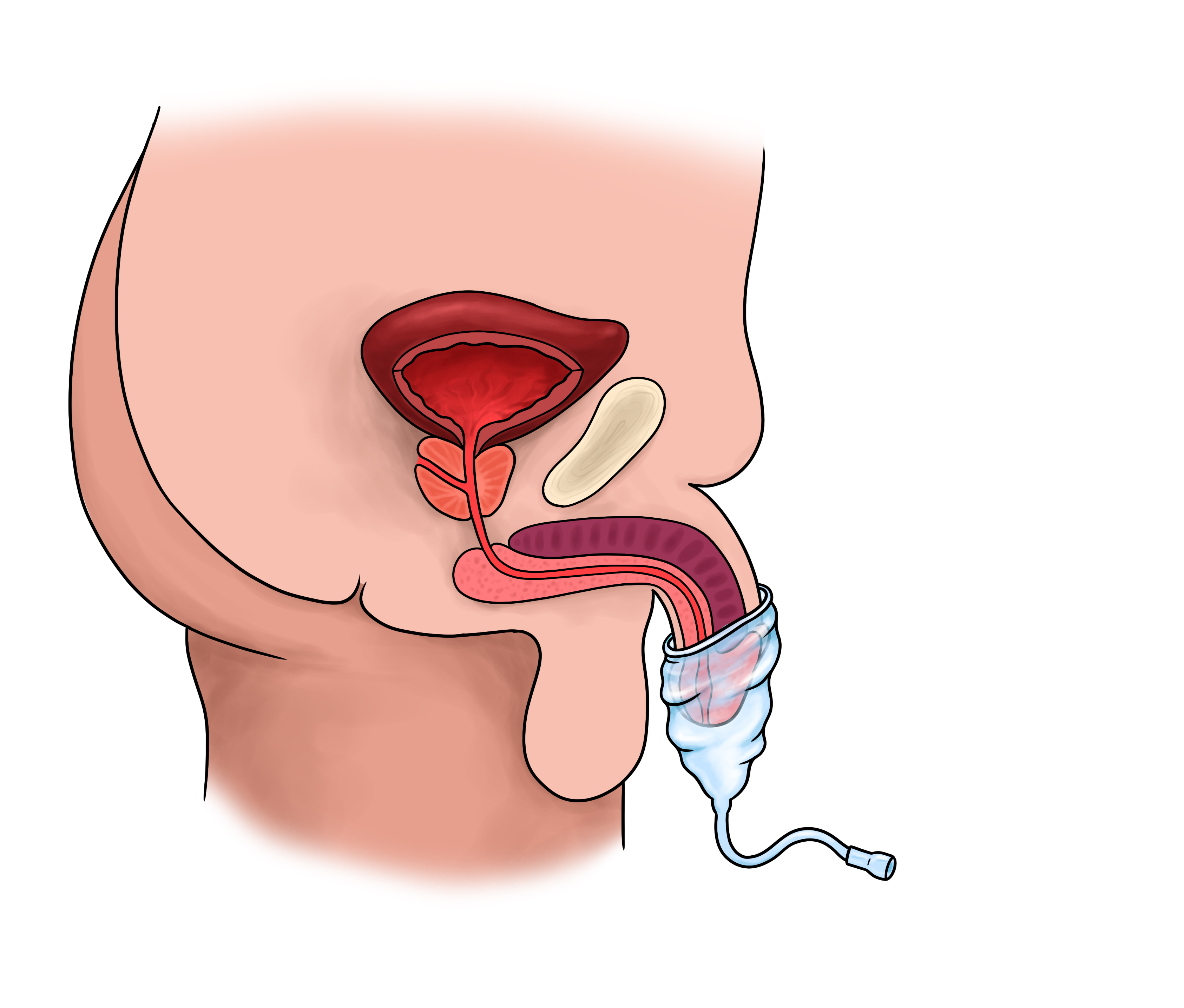
Retracción del pene: el dispositivo externo de recolección de orina tiende a deslizarse fuera del pene

Otro problema que enfrentan los pacientes con LME es la incontinencia urinaria por vejiga neurógena. El problema generalmente se maneja mediante cateterismo suprapúbico, cateterismo intermitente o dispositivos externos de recolección de orina (como catéteres de condón).
La aplicación de dispositivos de recolección de orina externos y un cateterismo intermitente limpio puede ser problemático en hombres con LME por varias razones. El más notable es la "retracción del pene", donde el pene se retrae hacia atrás en el tejido circundante y el prepucio. La obesidad, la flexión pélvica (en posición sentada) y la atrofia del pene pueden exacerbar este problema al ocultar el pene aún más profundamente en el tejido circundante. La retracción del pene evita la colocación adecuada de los dispositivos externos de recolección de orina, lo que puede provocar que la orina se escape, provocando irritación y laceraciones de la piel. Algunos hombres también pueden usar cinta adhesiva para mantener el catéter en su lugar, lo que puede empeorar estos problemas de la piel. Cuando esto sucede, es posible que se inserte un catéter de Foley para permitir que la piel se seque y sane.
Los implantes de pene pueden ser útiles para tratar este problema al permitir la colocación adecuada de dispositivos externos de recolección de orina, facilitar el autocateterismo intermitente y reducir la incidencia de laceraciones cutáneas que requieren catéteres de Foley. Además, desde el punto de vista renal, el mejor pronóstico renal en pacientes con LME se consigue evitando la introducción de un cuerpo extraño en la vejiga (como son las sondas de Foley). Esto es lo que hace que la implantación de una prótesis de pene para el mantenimiento de los dispositivos de recolección externos (catéter condón) sea una opción.

## Implantes de pene
Los implantes de pene se utilizan para tratar la disfunción eréctil en hombres que fracasan en la terapia médica. Existen varios tipos de implantes de pene en el mercado, y estos pueden clasificarse ampliamente como implantes de pene inflables o no inflables (semirrígidos y blandos).

### Implantes semirrígidos y blandos

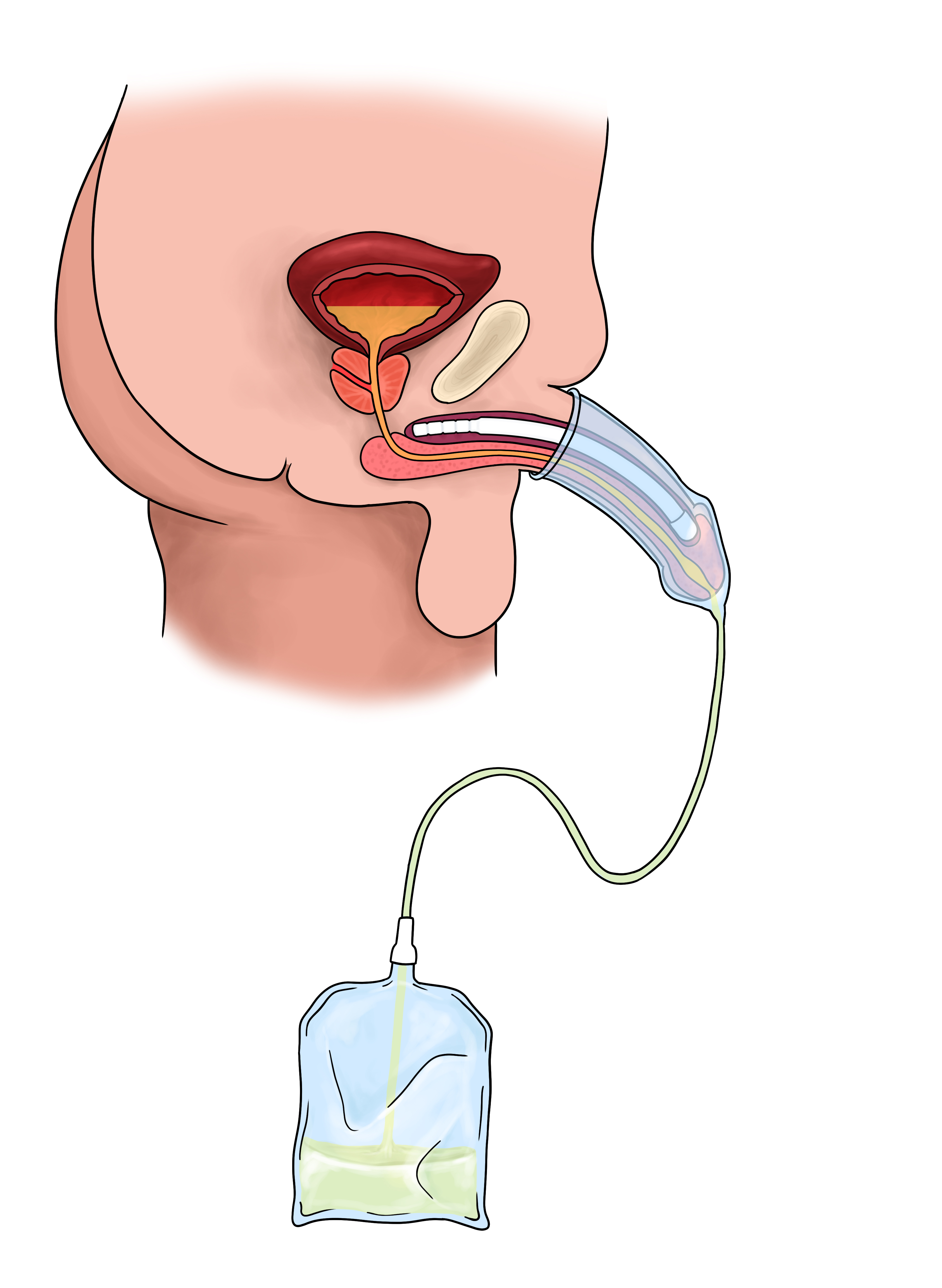
Cómo el implante de pene blando ayuda a asegurar el dispositivo de recolección externo

Son un par de cilindros insertados en los cuerpos del pene. Estos implantes se pueden dividir en dos tipos: implantes semirrígidos (maleables) que tienen una varilla metálica en el núcleo e implantes blandos, que no tienen núcleos metálicos. Después de la colocación de implantes semirrígidos y blandos, el pene se puede ajustar según sea necesario para lograr una posición adecuada para tener relaciones sexuales, aplicar dispositivos de recolección de orina externos o realizar un cateterismo intermitente limpio. Los implantes de pene blandos parecen tener menos riesgo de perforación del pene en pacientes con LME.

### Implantes inflables
El implante inflable de pene se compone de dos cilindros inflables implantados en el pene y conectados a un sistema de bomba. Los implantes disponibles son implantes de 2 piezas o implantes de 3 piezas. La unidad de bomba generalmente se implanta en el escroto y el depósito en la pelvis. El dispositivo funciona inflando los cilindros con solución salina cuando el paciente presiona la bomba. El desinflado se puede realizar de la misma manera: presionando la bomba.

### Comparación

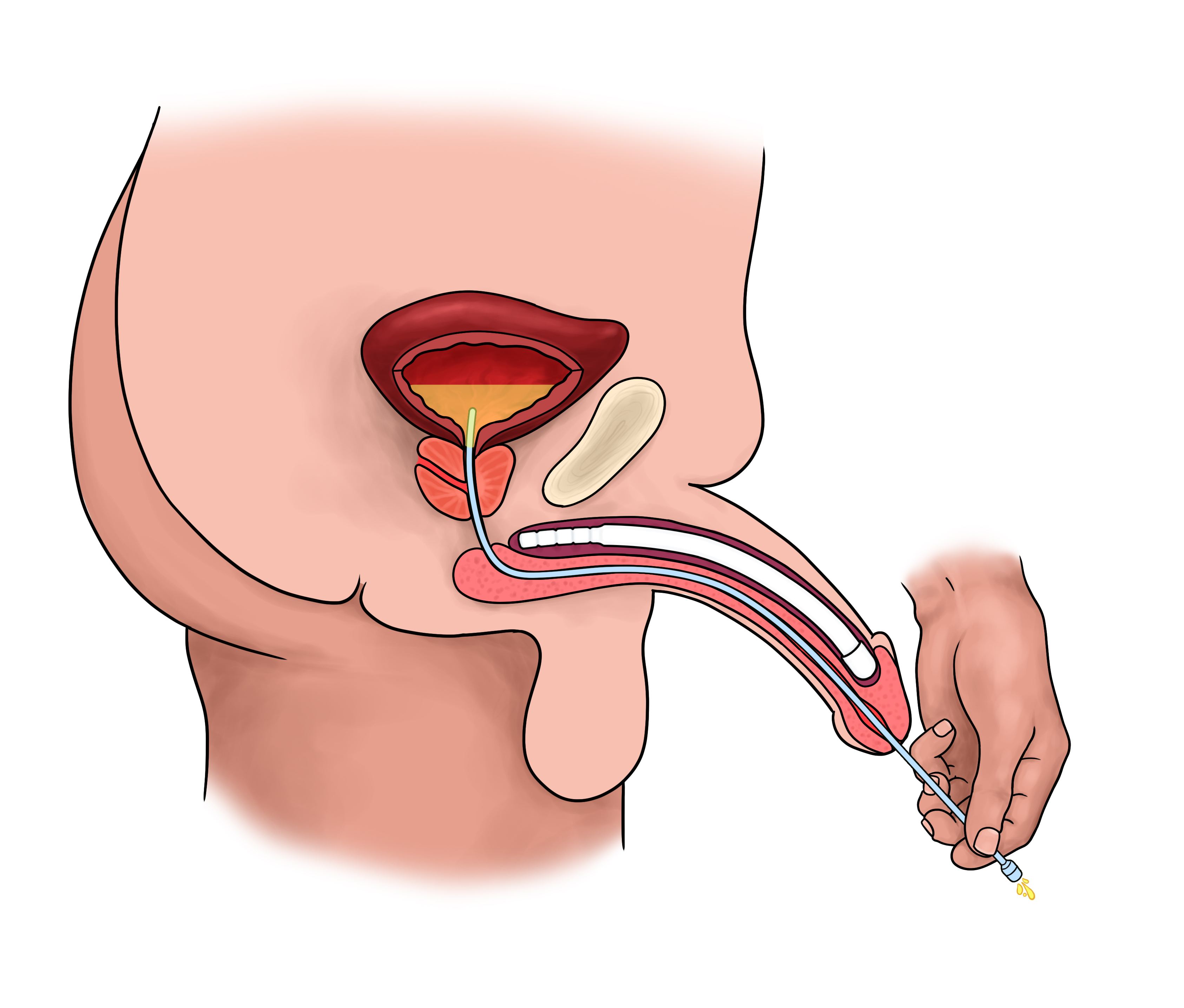
Cómo el implante de pene blando ayuda a facilitar el cateterismo

Los dispositivos de implantes semirrígidos e inflables no se consideran muy adecuados en tetrapléjicos que carecen de función de la mano, ya que requieren destreza en los dedos para activar o desactivar el dispositivo inflable. Los implantes blandos de pene podrían ser más adecuados para su uso en hombres con LME y, además, parecen tener menos riesgo de perforación, ya que el implante blando ejerce menos fuerza directa sobre el glande. La inserción de la unidad de bomba de implante de pene inflable en el escroto y el depósito en la pelvis puede ser problemática en ciertos hombres con cirugías previas en el área. La esfinterotomía anterior y la resección transuretral del cuello de la vejiga y la próstata aún se pueden realizar después de la inserción de una prótesis blanda de pene.
La lista muestra los implantes de pene disponibles en el mercado en 2020:
| Producto                            | Compañía                                           | País de origen | Tipo de implante | Introducido en |
| ----------------------------------- | -------------------------------------------------- | -------------- | ---------------- | -------------- |
| AMS Spectra                         | Boston Scientific (antes American Medical Systems) | USA            | Semi-rígido      | 2009           |
| Tactra                              | Boston Scientific (antes American Medical Systems) | USA            | Semi-rígido      | 2019           |
| Genesis                             | Coloplast                                          | USA            | Semi-rígido      | 2004           |
| ZSI 100, ZSI 100 FtM and ZSI 100 D4 | Zephyr Surgical Implants                           | Suiza          | Semi-rígido      | 2012           |
| Tube                                | Promedon                                           | Argentina      | Semi-rígido      | 2007           |
| ZSI 100 CF                          | Zephyr Surgical Implants                           | Suiza          | Blando           | 2019           |
| AMS Ambicor                         | Boston Scientific (antes American Medical Systems) | USA            | Inflable         | 1994           |
| AMS 700 series (LGX, CX, CXR)       | Boston Scientific (antes American Medical Systems) | USA            | Inflable         | 1983           |
| Titan                               | Coloplast                                          | USA            | Inflable         | 2002           |
| ZSI 475 and ZSI 475 FtM             | Zephyr Surgical Implants                           | Suiza          | Inflable         | 2012           |

## Resultados
Desde la década de 1980, se han publicado varios estudios para evaluar los resultados de los implantes de pene en el tratamiento de la disfunción eréctil y los problemas urinarios en hombres con LME.

### Disfunción eréctil
En 2006, se realizó un estudio en 245 pacientes con diferentes afecciones neurológicas que causaban disfunción eréctil que fueron tratados con implantes de pene después de que fracasara el tratamiento conservador. La edad media de los pacientes fue de 40 años y el tiempo medio de seguimiento fue de 7,2 años. Se utilizaron implantes inflables, semirrígidos y blandos. En el tratamiento de la disfunción eréctil, el estudio informó que el 83,7% de los pacientes pudieron mantener relaciones sexuales y el 82,6% estaban satisfechos con los resultados generales (incluida la mejora en el manejo urinario). El 67% de las parejas femeninas de los hombres involucrados en el estudio dijeron estar satisfechas con el resultado. El estudio informó una alta tasa de erosión con implantes semirrígidos, sin embargo, la tasa disminuyó drásticamente en los últimos años del estudio con la introducción de los implantes de pene blandos. Otro estudio realizado en 1996 en 209 hombres, todos los cuales tenían LME, para investigar problemas sexuales y urinarios mostró que el 84% de los hombres que participaron en el estudio pudieron tener relaciones sexuales satisfactorias.

### Manejo urinario
En la mayoría de los casos, la implantación de una prótesis de pene en un hombre con LME mejora la aplicación de dispositivos de recolección de orina externos. Esto significa reducir la incidencia de fugas, irritación de la piel y laceraciones, así como la necesidad de insertar un catéter de Foley. 
En un estudio de 2006, Zermann et al. encontraron que el 90,3% de los hombres que recibieron un implante de pene para el manejo urinario informaron que sus problemas urinarios se resolvieron después de la cirugía. Kimoto et al. encontró en 1994 que el 93% de los hombres que habían recibido implantes de pene para el manejo urinario (un total de 51 hombres) informaron que estaban satisfechos con el resultado de la cirugía. En 1996, Gross et al. informó una tasa de éxito del 92% en un estudio realizado en pacientes con problemas urinarios secundarios a una LME (113 pacientes).

## Complicaciones
La tasa de complicaciones durante la cirugía de implantación de prótesis de pene parece ser más alta en hombres con LME que en aquellos sin la afección. Las complicaciones notificadas con más frecuencia son las siguientes:
- La infección es la complicación más común. El riesgo se reduce con técnicas estériles más nuevas.[4]
- Perforación (depende del tipo de implante: menos probable en implantes blandos)[4]
- Disfunción mecánica de la prótesis (más común en inflables)[7]